# Golfingia approximata
Golfingia approximata är en stjärnmaskart som först beskrevs av Louis Roule 1898.  Golfingia approximata ingår i släktet Golfingia och familjen Golfingiidae. Inga underarter finns listade i Catalogue of Life.